# Ljubow Sadoroschna
Ljubow Wassiliwna Sadoroschna (ukrainisch Любов Василівна Задорожна, russisch Любовь Васильевна Задорожная/Ljubow Wassiljewna Sadoroschnaja, englische Transkription Lyubov Zadorozhna; * 3. November 1942 in Biektaw, Tatarische ASSR, Sowjetunion) ist eine ehemalige sowjetische Radrennfahrerin.

## Sportlicher Werdegang
Im Alter von 15 Jahren wurde Sadoroschna Mitglied der sowjetischen Nationalmannschaft. Von 1962 bis 1975 gewann sie 15 Titel bei den sowjetischen Meisterschaften auf der Bahn und auf der Straße sowie weitere Medaillen bei der Völker-Spartakiade. 1968 stellte sie auf der Bahn einen Weltrekord über 20 Kilometer auf, 1971 über drei Kilometer. Von 1968 bis 1973 war sie Kapitänin der Nationalmannschaft.
Auf internationaler Ebene gewann sie vier Medaillen bei Weltmeisterschaften: bei den Bahnradsport-Weltmeisterschaften 1963 und 1972 jeweils Bronze in der Einerverfolgung, bei den Straßenradsport-Weltmeisterschaften 1967 und 1972 jeweils Silber im Straßenrennen.
1976 beendete Sadoroschna ihr Jurastudium an der Universität in Charkiw. Nach dem Karriereende arbeitete sie als Trainerin und Leiterin einer Sportschule in Charkiw.

## Ehrungen
- 1975 – Verdienter Meister des Sports der UdSSR
- Ehrenurkunde der Werchowna Rada

## Erfolge

### Bahn
1963
- Weltmeisterschaften – Einerverfolgung

1972
- Weltmeisterschaften – Einerverfolgung

### Straße
1967
- Weltmeisterschaften – Straßenrennen

1972
- Weltmeisterschaften – Straßenrennen